# К-51 (1939)
| |                                                               |                                                               |
| |                                                               |                                                               |
| |                                                               |                                                               |
| Під прапором | СРСР                                                          | СРСР                                                          |
| Порт приписки | Кронштадт, Гельсінкі, Полярний                                | Кронштадт, Гельсінкі, Полярний                                |
| Спуск на воду | 30 липня 1939                                                 | 30 липня 1939                                                 |
| Виведений зі складу флоту                                                                                          | 29 грудня 1955                                                | 29 грудня 1955                                                |
| Сучасний статус | остов знаходиться в бухті Непомітна                           | остов знаходиться в бухті Непомітна                           |
| Проєкт |                                                               |                                                               |
| Класифікація ПЧ | серія XIV, тип "К - Крейсерська"                              | серія XIV, тип "К - Крейсерська"                              |
| Тип ПЧ | дизель-електричний підводний човен типу «Крейсерська»         | дизель-електричний підводний човен типу «Крейсерська»         |
| Вартість | 18 млн рублів                                                 | 18 млн рублів                                                 |
| Основні характеристики                                                                                             |                                                               |                                                               |
| Швидкість (надводна)                                                                                               | 22,5 вузла                                                    | 22,5 вузла                                                    |
| Швидкість (підводна)                                                                                               | 10,2 узла                                                     | 10,2 узла                                                     |
| Робоча глибина занурення                                                                                           | 80 м                                                          | 80 м                                                          |
| Гранична глибина занурення                                                                                         | 100 м                                                         | 100 м                                                         |
| Автономність плавання                                                                                              | 50 діб, 7 500 км при 10,3 вузлах, 176 км підводна на 3 вузлах | 50 діб, 7 500 км при 10,3 вузлах, 176 км підводна на 3 вузлах |
| Екіпаж | 67 осіб, у тому числі 10 офіцерів                             | 67 осіб, у тому числі 10 офіцерів                             |
| Розміри |                                                               |                                                               |
| Довжина найбільша (по КВЛ)                                                                                         | 97,7 м                                                        | 97,7 м                                                        |
| Ширина корпусу найб.                                                                                               | 7,4 м                                                         | 7,4 м                                                         |
| Середня осадка (по КВЛ)                                                                                            | 4,04 м                                                        | 4,04 м                                                        |
| Водотоннажність надводна                                                                                           | 1 490 т                                                       | 1 490 т                                                       |
| Водотоннажність підводна                                                                                           | 2 104 т                                                       | 2 104 т                                                       |
| Силова установка                                                                                                   |                                                               |                                                               |
| Дизель-електрична, 2 дизелі 9ДКР, 2×4&200 к.с. дизель-генератор 38К8, 800 к.с. 2 електродвигуни ПГ11, 2×1&200 к.с. |                                                               |                                                               |
| Озброєння |                                                               |                                                               |
| Артилерія | 2×100-мм/51 Б-24ПЛ 2×45-мм/46 21-К 2 × 7,62-мм кулемета       | 2×100-мм/51 Б-24ПЛ 2×45-мм/46 21-К 2 × 7,62-мм кулемета       |
| Торпедно- мінне озброєння                                                                                          | 6 носових 533-мм ТА 4 кормових 533-мм ТА, 24 торпеди          | 6 носових 533-мм ТА 4 кормових 533-мм ТА, 24 торпеди          |

К-51 — радянський крейсерський дизель-електричний підводний човен часів Німецько-радянської війни, сьомий корабель серії XIV типу «Крейсерський».

## Історія будівництва
К-51 було закладено 26 лютого 1938 року у заводі № 194 «Ім. А. Марті» в Ленінграді під заводським номером 454. Спуск на воду відбувся 30 липня 1939, К-51 включили до складу 13-го дивізіону навчальної бригади підводних човнів Балтійського флоту. К-51 призначався для Тихоокеанського флоту, але з-за початку німецько-радянської війни здавальні випробування не проводилися, 17 вересня 1941 року човен увійшов у дію і було передано Балтійському флоту. Командиром човна був капітан-лейтенант Олексій Васильович Лепешкін. На відміну від перших шести човнів проєкту, К-51 не мав мінного озброєння.

## Історія служби
Бойову діяльність К-51 розпочав у грудні 1941 року, проте при виході у похід було серйозно пошкоджено у льодах та повернувся на базу. У 1942 році не виходив в походи через пошкодження міцного корпусу, бойової рубки та ЦМЛ, у 1943 році в походи не виходив через блокаду Фінської затоки мережами та мінами. У листопаді 1943 підписано приймальний акт, в грудні 1943 К-51 офіційно увійшов до складу КБФ. 1944 року здійснював бойову підготовку, взимку 1944—1945 року здійснив два бойові походи загальною тривалістю 50 діб.

### Перший бойовий похід
23 листопада 1944 року К-51 вийшов у похід у район Кольберга. 26 листопада посів позицію у районі острова Борнхольм. За час походу здійснив 7 торпедних атак, проте всі вони були безрезультатними. Імовірно, торпеди тонули відразу після пострілу. 28 листопада після невдалої торпедної атаки сплив і вийшов в артилерійську атаку, вогнем 100-мм гармат потопив рибальське судно Solling (260 брт). 1 грудня аналогічним чином потопив рибальське судно Saar (235 брт). 11 грудня у зв'язку із закінченням автономності з палива почав повернення на базу, 12 грудня був зустрінут тральником БТЩ-215, 15 грудня прийшов на базу в Гельсінкі.

### Другий бойовий похід
23 січня 1945 року К-51 у супроводі тральника БТЩ-217 вийшов з рейду острова Люм у бойовий похід у район Померанської бухти. 25 січня човен прибув на позицію, 28 січня чотириторпедним залпом із надводного становища потопив транспорт, оцінений командиром у 10 000 тонн. Загиблим судном був вугільник  Viborg, 2 028 брт з вантажем вугілля з Штеттіна в Данциг. 6 лютого двічі, чотири- та двоторпедними залпами, марно атакував торпедами дві баржі на буксирі біля катера. Під час виходу в атаку втретє баржі були пізнані як шведські, командир скасував атаку. 14 лютого К-51 розпочав повернення на базу, 16 лютого зустрінутий БТЩ-217, 19 лютого прийшов на Ханко, 21 лютого повернувся до Гельсінкі.

### Післявоєнна служба
Після закінчення другого бойового походу човен став на доковий ремонт, який тривав до кінця війни. У 1946 році К-51 перебазована в Лієпаю, у серпні 1948 року спільно з іншими балтійськими «Катюшами» перейшов на Північний флот навколо Скандинавського півострова і прибув до Катерининської гавані. Увійшов до складу 1-го дивізіону бригади підводних човнів Північного флоту, що базувалася на Полярний. 9 червня 1949 року перейменовано на Б-5. У 1952 році переобладнався для стрільби крилатими ракетами X-10 (проєкт «Волна»), але стрільб не проводив. 29 грудня 1955 року виведено зі складу бойових кораблів, переобладнано в ПЗЗ. 18 січня 1955 року отримав найменування ПЗС-24, 26 грудня того ж року перейменовано на ЗАС-1. З 12 березня 1958 року його використовували як навчально-тренувальну станцію, перейменовано в УТС-30, служив у цій ролі майже 17 років. 13 березня 1975 року виключено зі списку плавзасобів ВМФ, передано в ОФІ для перероблення, проте на метал не розбирали. У 2002 році напівзатоплений остов човна ще перебував у бухті Непомітній.

### Командири
- капітан-лейтенант Олексій Васильович Лепешкін (? — 1941)
- капітан 3-го рангу Володимир Олексійович Єгоров (1941)
- капітан 2-го рангу Олексій Герасимович Андронов (1942)
- капітан-лейтенант Н. Є. Шмонов (1942—1943)
- капітан 3-го рангу (потім 2-го рангу) Володимир Олександрович Дроздов (9 жовтня 1943 — 12 грудня 1947)
- Г. Т. Кудряшов (?-1948-?)